# Saint-Martin-des-Champs, Manche
Saint-Martin-des-Champs är en kommun i departementet Manche i regionen Normandie i norra Frankrike. Kommunen ligger i kantonen Avranches som tillhör arrondissementet Avranches. År 2018 hade Saint-Martin-des-Champs 2 362 invånare.

## Befolkningsutveckling
Antalet invånare i kommunen Saint-Martin-des-Champs
| Referens: INSEE |